# BAFTA-díj a legjobb operatőrnek
A legjobb operatőrnek járó BAFTA-díjat (angolul BAFTA Award for Best Cinematography – BAFTA a legjobb mozgófényképezésnek) a Brit Film- és Televíziós Akadémia alapította 1964-ben a filmek képi világának megteremtéséért felelős, a felvételeket készítő vagy irányító szakemberek művészi munkájának elismerésére. 
Átadására minden év február végén, március elején kerül sor egy ünnepi gálaműsor keretében, az előző évben bemutatott, s legjobbnak ítélt film operatőrének (director of photography).
A megmérettetésben résztvevő alkotások kiválasztása három ütemben történik. Első körben a BAFTA operatőri szekciója állít össze titkos szavazással egy 10 filmből álló, úgynevezett hosszú listát, majd a második körben e listáról ugyanez a szakmai közösség szavazza meg a jelölésre kerülő 4-5 filmet. A harmadik körben a BAFTA összes tagja szavaz a legjobb operatőri munkára, s választja ki a nyertes alkotást.
1964 és 1968 között külön értékelték a fekete-fehér, illetve a színes technikával készített alkotások operatőri munkáját. 1969-től a két kategóriát egyesítették.

## Győztesek és jelöltek
Győztes színész
Megjegyzés: Az "Év" oszlop a kapcsolódó film bemutatásának évét jelzi, a tényleges díjátadó ceremóniát a következő évben rendezték meg.
1967-ig külön díjazták a fekete-fehér és a színes alkotásokat.

### Legjobb operatőr – fekete-fehér film

#### 1963–1967
| Év                         | Magyar cím                        | Eredeti cím         | Operatőr            |
| 1963 17. gála              |                                   |                     |                     |
| -------------------------- | --------------------------------- | ------------------- | ------------------- |
| 1963 17. gála              | A szolga                          | The Servant         | Douglas Slocombe    |
| 1963 17. gála              | Hazudós Billy                     | Billy Liar          | Denys N. Coop       |
| 1963 17. gála              |                                   | Heavens Above!      | Mutz Greenbaum      |
| 1963 17. gála              |                                   | Station Six-Sahara  | Gerald Gibbs        |
| 1963 17. gála              |                                   | The Victors         | Christopher Challis |
| 1964 18. gála              |                                   |                     |                     |
| Tökmagevő                  | The Pumpkin Eater                 | Oswald Morris       |                     |
|                            | Guns at Batasi                    | Douglas Slocombe    |                     |
| A királyért és hazáért     | King & Country                    | Denys N. Coop       |                     |
| Szeánsz egy esős délutánon | Séance on a Wet Afternoon         | Gerry Turpin        |                     |
| 1965 19. gála              |                                   |                     |                     |
| A domb                     | The Hill                          | Oswald Morris       |                     |
| A csábítás trükkje         | The Knack …and How to Get It      | David Watkin        |                     |
| Darling                    | Darling                           | Kenneth Higgins     |                     |
| Iszonyat                   | Repulsion                         | Gilbert Taylor      |                     |
| 1966 20. gála              |                                   |                     |                     |
| A kém, aki a hidegből jött | The Spy Who Came in from the Cold | Oswald Morris       |                     |
| Bunny Lake hiányzik        | Bunny Lake Is Missing             | Denys N. Coop       |                     |
| Georgy Girl                | Georgy Girl                       | Kenneth Higgins     |                     |
| Zsákutca                   | Cul-de-sac                        | Gilbert Taylor      |                     |
| 1967 21. gála              |                                   |                     |                     |
| A suttogók                 | The Whisperers                    | Gerry Turpin        |                     |
| A Gibraltár tengerésze     | The Sailor from Gibraltar         | Raoul Coutard       |                     |
| A kisasszony               | Mademoiselle                      | David Watkin        |                     |
|                            | Ulysses                           | Wolfgang Suschitzky |                     |

### Legjobb operatőr – színes film

#### 1963–1967
| Év                                             | Magyar cím                                                                                                 | Eredeti cím           | Operatőr          |
| 1963 17. gála                                  | |                       |                   |
| ---------------------------------------------- | --- | --------------------- | ----------------- |
| 1963 17. gála                                  | Oroszországból szeretettel                                                                                 | From Russia with Love | Ted Moore         |
| 1963 17. gála                                  | A fontos személyek                                                                                         | The V.I.P.s           | Jack Hildyard     |
| 1963 17. gála                                  | A menekülő ember                                                                                           | The Running Man       | Robert Krasker    |
| 1963 17. gála                                  | | Nine Hours to Rama    | Arthur Ibbetson   |
| 1963 17. gála                                  | | Sammy Going South     | Erwin Hillier     |
| 1963 17. gála                                  | | Tamahine              | Geoffrey Unsworth |
| 1963 17. gála                                  | | The Scarlet Blade     | Jack Asher        |
| 1964 18. gála                                  | |                       |                   |
| Becket                                         | Becket | Geoffrey Unsworth     |                   |
| A hetedik nap                                  | The 7th Dawn                                                                                               | Freddie Young         |                   |
| Mindenből a legjobbat                          | Nothing But the Best                                                                                       | Nicolas Roeg          |                   |
| A sárga Rolls-Royce                            | The Yellow Rolls-Royce                                                                                     | Jack Hildyard         |                   |
|                                                | The Chalk Garden                                                                                           | Arthur Ibbetson       |                   |
| 1965 19. gála                                  | |                       |                   |
| Az Ipcress ügyirat                             | The Ipcress File                                                                                           | Otto Heller           |                   |
| Azok a csodálatos férfiak a repülő masináikban | Those Magnificent Men in their Flying Machines; Or, How I Flew from London to Paris in 25 Hours 11 Minutes | Christopher Challis   |                   |
| Help!                                          | Help! | David Watkin          |                   |
|                                                | Lord Jim                                                                                                   | Freddie Young         |                   |
| 1966 20. gála                                  | |                       |                   |
| Arabeszk                                       | Arabesque                                                                                                  | Christopher Challis   |                   |
| Alfie                                          | Alfie | Otto Heller           |                   |
| A kék Max                                      | The Blue Max                                                                                               | Douglas Slocombe      |                   |
| Modesty Blaise                                 | Modesty Blaise                                                                                             | Jack Hildyard         |                   |
| 1967 21. gála                                  | |                       |                   |
| Egy ember az örökkévalóságnak                  | A Man for All Seasons                                                                                      | Ted Moore             |                   |
| Ébresztő a halottnak                           | The Deadly Affair                                                                                          | Freddie Young         |                   |
| Nagyítás                                       | Blow-up | Carlo Di Palma        |                   |
| Távol a tébolyult tömegtől                     | Far from the Madding Crowd                                                                                 | Nicolas Roeg          |                   |

### Legjobb operatőr (összevont kategória)

#### 1960-as évek
| Év                        | Magyar cím                | Eredeti cím                     | Operatőr          |
| 1968 22. gála             |                           |                                 |                   |
| ------------------------- | ------------------------- | ------------------------------- | ----------------- |
| 1968 22. gála             | 2001: Űrodüsszeia         | 2001: A Space Odyssey           | Geoffrey Unsworth |
| 1968 22. gála             | Elvira Madigan            | Elvira Madigan                  | Jörgen Persson    |
| 1968 22. gála             | A könnyűlovasság támadása | The Charge of the Light Brigade | David Watkin      |
| 1968 22. gála             | Az oroszlán télen         | The Lion in Winter              | Douglas Slocombe  |
| 1969 23. gála             |                           |                                 |                   |
| Váltson jegyet a háborúba | Oh! What a Lovely War     | Gerry Turpin                    |                   |
| Funny Girl                | Funny Girl                | Harry Stradling Sr.             |                   |
| Helló, Dolly!             | Helló, Dolly!             | Harry Stradling Sr.             |                   |
| San Franciscó-i zsaru     | Bullitt                   | William A. Fraker               |                   |
|                           | The Magus                 | Billy Williams                  |                   |

#### 1970-es évek
| Év                                          | Magyar cím                                 | Eredeti cím                                      | Operatőr         |
| 1970 24. gála                               |                                            |                                                  |                  |
| ------------------------------------------- | ------------------------------------------ | ------------------------------------------------ | ---------------- |
| 1970 24. gála                               | Butch Cassidy és a Sundance kölyök         | Butch Cassidy and the Sundance Kid               | Conrad Hall      |
| 1970 24. gála                               | A 22-es csapdája                           | Catch-22                                         | David Watkin     |
| 1970 24. gála                               | Ryan lánya                                 | Ryan's Daughter                                  | Freddie Young    |
| 1970 24. gála                               | Waterloo                                   | Waterloo                                         | Armando Nannuzzi |
| 1971 25. gála                               |                                            |                                                  |                  |
| Halál Velencében                            | Morte a Venezia                            | Pasqualino De Santis                             |                  |
| Átkozott vasárnap                           | Sunday Bloody Sunday                       | Billy Williams                                   |                  |
| Hegedűs a háztetőn                          | Fiddler on the Roof                        | Oswald Morris                                    |                  |
| A közvetítő                                 | The Go-Between                             | Gerry Fisher                                     |                  |
| 1972 26. gála                               |                                            |                                                  |                  |
| Alice Csodaországban / Kabaré               | Alice's Adventures in Wonderland / Cabaret | Geoffrey Unsworth                                |                  |
| Finzi-Continiék kertje                      | Il giardino dei Finzi Contini              | Ennio Guarnieri                                  |                  |
| Gyilkos túra                                | Deliverance                                | Zsigmond Vilmos                                  |                  |
| McCabe és Mrs. Miller                       | McCabe and Mrs. Miller                     | Zsigmond Vilmos                                  |                  |
| Mechanikus narancs                          | A Clockwork Orange                         | John Alcott                                      |                  |
| Végzetes képzelgések                        | Images                                     | Zsigmond Vilmos                                  |                  |
| 1973 27. gála                               |                                            |                                                  |                  |
| Ne nézz vissza!                             | Don't Look Now                             | Anthony B. Richmond                              |                  |
| Jézus Krisztus szupersztár                  | Jesus Christ Superstar                     | Douglas Slocombe                                 |                  |
| A mesterdetektív                            | Sleuth                                     | Oswald Morris                                    |                  |
| Suttogások és sikolyok                      | Viskningar och rop                         | Sven Vilhem Nykvist                              |                  |
| Utazások nagynénémmel                       | Travels with My Aunt                       | Douglas Slocombe                                 |                  |
| 1974 28. gála                               |                                            |                                                  |                  |
| A nagy Gatsby                               | The Great Gatsby                           | Douglas Slocombe                                 |                  |
| Gyilkosság az Orient expresszen             | Murder on the Orient Express               | Geoffrey Unsworth                                |                  |
| A három testőr, avagy a királyné gyémántjai | The Three Musketeers                       | David Watkin                                     |                  |
| Kínai negyed                                | Chinatown                                  | John A. Alonzo                                   |                  |
| Zardoz                                      | Zardoz                                     | Geoffrey Unsworth                                |                  |
| 1975 29. gála                               |                                            |                                                  |                  |
| Barry Lyndon                                | Barry Lyndon                               | John Alcott                                      |                  |
| Aki király akart lenni                      | The Man Who Would Be King                  | Oswald Morris                                    |                  |
| Pokoli torony                               | The Towering Inferno                       | Fred Koenekamp                                   |                  |
| Rollerball                                  | Rollerball                                 | Slocombe                                         |                  |
| 1976 30. gála                               |                                            |                                                  |                  |
| Piknik a Függő sziklánál                    | Picnic at Hanging Rock                     | Russell Boyd                                     |                  |
|                                             | Aces High                                  | Gerry Fisher és Peter Allwork                    |                  |
| Az elnök emberei                            | All the President's Men                    | Gordon Willis                                    |                  |
| Száll a kakukk fészkére                     | One Flew Over the Cuckoo's Nest            | Haskell Wexler, Bill Butler és William A. Fraker |                  |
| 1977 31. gála                               |                                            |                                                  |                  |
| A híd túl messze van                        | A Bridge Too Far                           | Geoffrey Unsworth                                |                  |
| Casanova                                    | Il Casanova di Federico Fellini            | Giuseppe Rotunno                                 |                  |
| A mélység                                   | The Deep                                   | Christopher Challis                              |                  |
| Valentino                                   | Valentino                                  | Peter Suschitzky                                 |                  |
| 1978 32. gála                               |                                            |                                                  |                  |
| Júlia                                       | Julia                                      | Douglas Slocombe                                 |                  |
| Harmadik típusú találkozások                | Close Encounters of the Third Kind         | Zsigmond Vilmos                                  |                  |
| Párbajhősök                                 | The Duellists                              | Frank Tidy                                       |                  |
| Superman                                    | Superman                                   | Geoffrey Unsworth                                |                  |
| 1979 33. gála                               |                                            |                                                  |                  |
| A szarvasvadász                             | The Deer Hunter                            | Zsigmond Vilmos                                  |                  |
| Apokalipszis most                           | Apocalypse Now                             | Gordon Willis                                    |                  |
| Jenkik                                      | Yanks                                      | Dick Bush                                        |                  |
| Manhattan                                   | Manhattan                                  | Gordon Willis                                    |                  |

#### 1980-as évek
| Év                                 | Magyar cím                                        | Eredeti cím                           | Operatőr                       |
| 1980 34. gála                      |                                                   |                                       |                                |
| ---------------------------------- | ------------------------------------------------- | ------------------------------------- | ------------------------------ |
| 1980 34. gála                      | Mindhalálig zene                                  | All That Jazz                         | Giuseppe Rotunno               |
| 1980 34. gála                      | Az árnyéklovas                                    | Kagemusa (影武者)                     | Szaitó Takao és Ueda Maszaharu |
| 1980 34. gála                      | Az elefántember                                   | The Elephant Man                      | Freddie Francis                |
| 1980 34. gála                      | A fekete paripa                                   | The Black Stallion                    | Caleb Deschanel                |
| 1981 35. gála                      |                                                   |                                       |                                |
| Egy tiszta nő                      | Tess                                              | Geoffrey Unsworth és Ghislain Cloquet |                                |
| Az elveszett frigyláda fosztogatói | Raiders of the Lost Ark                           | Douglas Slocombe                      |                                |
| A francia hadnagy szeretője        | The French Lieutenant's Woman                     | Freddie Francis                       |                                |
| Tűzszekerek                        | Chariots of Fire                                  | David Watkin                          |                                |
| 1982 36. gála                      |                                                   |                                       |                                |
| Szárnyas fejvadász                 | Blade Runner                                      | Jordan Cronenweth                     |                                |
| E. T., a földönkívüli              | E.T. the Extra-Terrestrial                        | Allen Daviau                          |                                |
| Gandhi                             | Gandhi                                            | Billy Williams és Ronnie Taylor       |                                |
| Vörösök                            | Reds                                              | Vittorio Storaro                      |                                |
| 1983 37. gála                      |                                                   |                                       |                                |
| Fanny és Alexander                 | Fanny och Alexander                               | Sven Vilhem Nykvist                   |                                |
| Hőség és homok                     | Heat and Dust                                     | Walter Lassally                       |                                |
| Porunk hőse                        | Local Hero                                        | Chris Menges                          |                                |
| Zelig                              | Zelig                                             | Gordon Willis                         |                                |
| 1984 38. gála                      |                                                   |                                       |                                |
| Gyilkos mezők                      | The Killing Fields                                | Chris Menges                          |                                |
| Greystoke – Tarzan, a majmok ura   | Greystoke: The Legend of Tarzan, Lord of the Apes | John Alcott                           |                                |
| Indiana Jones és a végzet temploma | Indiana Jones and the Temple of Doom              | Douglas Slocombe                      |                                |
| Volt egyszer egy Amerika           | C'era una volta in America                        | Tonino Delli Colli                    |                                |
| 1985 39. gála                      |                                                   |                                       |                                |
| Amadeus                            | Amadeus                                           | Miroslav Ondříček                     |                                |
| A kis szemtanú                     | Witness                                           | John Seale                            |                                |
| Smaragderdő                        | The Emerald Forest                                | Philippe Rousselot                    |                                |
| Út Indiába                         | A Passage to India                                | Ernest Day                            |                                |
| 1986 40. gála                      |                                                   |                                       |                                |
| Távol Afrikától                    | Out of Africa                                     | David Watkin                          |                                |
| Káosz                              | Ran (乱)                                          | Szaitó Takao és Ueda Maszaharu        |                                |
| A misszió                          | The Mission                                       | Chris Menges                          |                                |
| Szoba kilátással                   | A Room with a View                                | Tony Pierce-Roberts                   |                                |
| 1987 41. gála                      |                                                   |                                       |                                |
| A Paradicsom…                      | Jean de Florette                                  | Bruno Nuytten                         |                                |
| Kiálts szabadságot!                | Cry Freedom                                       | Ronnie Taylor                         |                                |
| Remény és dicsőség                 | Hope and Glory                                    | Philippe Rousselot                    |                                |
| A szakasz                          | Platoon                                           | Robert Richardson                     |                                |
| 1988 42. gála                      |                                                   |                                       |                                |
| A nap birodalma                    | Empire of the Sun                                 | Allen Daviau                          |                                |
| Babette lakomája                   | Babettes Gæstebud                                 | Henning Kristiansen                   |                                |
| Roger nyúl a pácban                | Who Framed Roger Rabbit                           | Dean Cundey                           |                                |
| Az utolsó császár                  | L’ultimo imperatore                               | Vittorio Storaro                      |                                |
| 1989 43. gála                      |                                                   |                                       |                                |
| Lángoló Mississippi                | Mississippi Burning                               | Peter Biziou                          |                                |
| Gorillák a ködben                  | Gorillas in the Mist                              | John Seale                            |                                |
| A medve                            | L'Ours                                            | Philippe Rousselot                    |                                |
| Veszedelmes viszonyok              | Dangerous Liaisons                                | Philippe Rousselot                    |                                |
| V. Henrik                          | Henry V                                           | Kenneth MacMillan                     |                                |

#### 1990-es évek
| Év                                           | Magyar cím                                       | Eredeti cím           | Operatőr         |
| 1990 44. gála                                |                                                  |                       |                  |
| -------------------------------------------- | ------------------------------------------------ | --------------------- | ---------------- |
| 1990 44. gála                                | Oltalmazó ég                                     | The Sheltering Sky    | Vittorio Storaro |
| 1990 44. gála                                | Az 54. hadtest                                   | Glory                 | Freddie Francis  |
| 1990 44. gála                                | Cinema Paradiso                                  | Nuovo Cinema Paradiso | Blasco Giurato   |
| 1990 44. gála                                | Nagymenők                                        | GoodFellas            | Michael Ballhaus |
| 1991 45. gála                                |                                                  |                       |                  |
| Cyrano de Bergerac                           | Cyrano de Bergerac                               | Pierre Lhomme         |                  |
| A bárányok hallgatnak                        | The Silence of the Lambs                         | Tak Fujimoto          |                  |
| Farkasokkal táncoló                          | Dances With Wolves                               | Dean Semler           |                  |
| Thelma és Louise                             | Thelma and Louise                                | Adrian Biddle         |                  |
| 1992 46. gála                                |                                                  |                       |                  |
| Az utolsó mohikán                            | The Last of the Mohicans                         | Dante Spinotti        |                  |
| Cape Fear – A rettegés foka                  | Cape Fear                                        | Freddie Francis       |                  |
| Nincs bocsánat                               | Unforgiven                                       | Jack N. Green         |                  |
| Szellem a házban                             | Howards End                                      | Tony Pierce-Roberts   |                  |
| 1993 47. gála                                |                                                  |                       |                  |
| Schindler listája                            | Schindler's List                                 | Janusz Kamiński       |                  |
| Az ártatlanság kora                          | The Age of Innocence                             | Michael Ballhaus      |                  |
| Napok romjai                                 | The Remains of the Day                           | Tony Pierce-Roberts   |                  |
| Zongoralecke                                 | The Piano                                        | Stuart Dryburgh       |                  |
| 1994 48. gála                                |                                                  |                       |                  |
| Interjú a vámpírral                          | Interview with the Vampire                       | Philippe Rousselot    |                  |
| Forrest Gump                                 | Forrest Gump                                     | Don Burgess           |                  |
| Ponyvaregény                                 | Pulp Fiction                                     | Andrzej Sekula        |                  |
| Priscilla, a sivatag királynőjének kalandjai | The Adventures of Priscilla, Queen of the Desert | Brian J. Beheny       |                  |
| 1995 49. gála                                |                                                  |                       |                  |
| A rettenthetetlen                            | Braveheart                                       | John Toll             |                  |
| Apolló 13                                    | Apollo 13                                        | Dean Cundey           |                  |
| Értelem és érzelem                           | Sense and Sensibility                            | Michael Coulter       |                  |
| György király                                | The Madness of King George                       | Andrew Dunn           |                  |
| 1996 50. gála                                |                                                  |                       |                  |
| Az angol beteg                               | The English Patient                              | John Seale            |                  |
| Evita                                        | Evita                                            | Darius Khondji        |                  |
| Fargo                                        | Fargo                                            | Roger Deakins         |                  |
| Michael Collins                              | Michael Collins                                  | Chris Menges          |                  |
| 1997 51. gála                                |                                                  |                       |                  |
| A galamb szárnyai                            | The Wings of the Dove                            | Eduardo Serra         |                  |
| Rómeó + Júlia                                | Romeo + Juliet                                   | Donald McAlpine       |                  |
| Szigorúan bizalmas                           | L.A. Confidential                                | Dante Spinotti        |                  |
| Titanic                                      | Titanic                                          | Russell Carpenter     |                  |
| 1998 52. gála                                |                                                  |                       |                  |
| Elizabeth                                    | Elizabeth                                        | Remi Adefarasin       |                  |
| Ryan közlegény megmentése                    | Saving Private Ryan                              | Janusz Kamiński       |                  |
| Szerelmes Shakespeare                        | Shakespeare in Love                              | Richard Greatrex      |                  |
| Truman Show                                  | The Truman Show                                  | Peter Biziou          |                  |
| 1999 53. gála                                |                                                  |                       |                  |
| Amerikai szépség                             | American Beauty                                  | Conrad Hall           |                  |
| Angyal a lépcsőn                             | Angela's Ashes                                   | Michael Seresin       |                  |
| Egy kapcsolat vége                           | The End of the Affair                            | Roger Pratt           |                  |
| Mátrix                                       | The Matrix                                       | Bill Pope             |                  |
| A tehetséges Mr. Ripley                      | The Talented Mr. Ripley                          | John Seale            |                  |

#### 2000-es évek
| Év                                        | Magyar cím                                        | Eredeti cím                               | Operatőr       |
| 2000 54. gála                             |                                                   |                                           |                |
| ----------------------------------------- | ------------------------------------------------- | ----------------------------------------- | -------------- |
| 2000 54. gála                             | Gladiátor                                         | Gladiator                                 | John Mathieson |
| 2000 54. gála                             | Billy Elliot                                      | Billy Elliot                              | Brian Tufano   |
| 2000 54. gála                             | Csokoládé                                         | Chocolat                                  | Roger Pratt    |
| 2000 54. gála                             | Ó, testvér, merre visz az utad?                   | O Brother, Where Art Thou?                | Roger Deakins  |
| 2000 54. gála                             | Tigris és sárkány                                 | Vo hu cang lung (卧虎藏龙, Wòhǔ Cánglóng) | Peter Pau      |
| 2001 55. gála                             |                                                   |                                           |                |
| Az ember, aki ott se volt                 | The Man Who Wasn't There                          | Roger Deakins                             |                |
| Amélie csodálatos élete                   | Le Fabuleux Destin d’Amélie Poulain               | Bruno Delbonnel                           |                |
| A Gyűrűk Ura: A Gyűrű Szövetsége          | The Lord of the Rings: The Fellowship of the Ring | Andrew Lesnie                             |                |
| Moulin Rouge!                             | Moulin Rouge!                                     | Donald McAlpine                           |                |
| A Sólyom végveszélyben                    | Black Hawk Down                                   | Slavomir Idziak                           |                |
| 2002 56. gála                             |                                                   |                                           |                |
| A kárhozat útja                           | Road to Perdition                                 | Conrad Hall                               |                |
| Chicago                                   | Chicago                                           | Dion Beebe                                |                |
| A Gyűrűk Ura: A két torony                | The Lord of the Rings: The Two Towers             | Andrew Lesnie                             |                |
| New York bandái                           | Gangs of New York                                 | Michael Ballhaus                          |                |
| A zongorista                              | The Pianist                                       | Pawel Edelman                             |                |
| 2003 57. gála                             |                                                   |                                           |                |
| A Gyűrűk Ura: A király visszatér          | The Lord of the Rings: The Return of the King     | Andrew Lesnie                             |                |
| Elveszett jelentés                        | Lost in Translation                               | Lance Acord                               |                |
| Hideghegy                                 | Cold Mountain                                     | John Seale                                |                |
| Kapitány és katona: A világ túlsó oldalán | Master and Commander: The Far Side of the World   | Russell Boyd                              |                |
| Leány gyöngy fülbevalóval                 | Girl with a Pearl Earring                         | Eduardo Serra                             |                |
| 2004 58. gála                             |                                                   |                                           |                |
| Collateral – A halál záloga               | Collateral                                        | Paul Cameron és Dion Beebe                |                |
| Aviátor                                   | The Aviator                                       | Robert Richardson                         |                |
| Che Guevara: A motoros naplója            | Diarios de motocicleta                            | Éric Gautier                              |                |
| Én, Pán Péter                             | Finding Neverland                                 | Roberto Schaefer                          |                |
| A repülő tőrök klánja                     | Si mien maj fu (十面埋伏, Shí miàn mái fú)        | Csao Hsziao-ting (赵小丁, Zhao Xiaoding)  |                |
| 2005 59. gála                             |                                                   |                                           |                |
| Egy gésa emlékiratai                      | Memoirs of a Geisha                               | Dion Beebe                                |                |
| Brokeback Mountain – Túl a barátságon     | Brokeback Mountain                                | Rodrigo Prieto                            |                |
| Az elszánt diplomata                      | The Constant Gardener                             | César Charlone                            |                |
| Pingvinek vándorlása                      | La marche de l’empereur                           | Laurent Chalet és Jérôme Maison           |                |
| Ütközések                                 | Crash                                             | James Muro                                |                |
| 2006 60. gála                             |                                                   |                                           |                |
| Az ember gyermeke                         | Children of Men                                   | Emmanuel Lubezki                          |                |
| Bábel                                     | Babel                                             | Rodrigo Prieto                            |                |
| Casino Royale                             | Casino Royale                                     | Phil Meheux                               |                |
| A faun labirintusa                        | El laberinto del fauno                            | Guillermo Navarro                         |                |
| A United 93-as                            | United 93                                         | Barry Ackroyd                             |                |
| 2007 61. gála                             |                                                   |                                           |                |
| Nem vénnek való vidék (film)              | No Country for Old Men                            | Roger Deakins                             |                |
| Amerikai gengszter                        | American Gangster                                 | Harris Savides                            |                |
| A Bourne-ultimátum                        | The Bourne Ultimatum                              | Oliver Wood                               |                |
| Vágy és vezeklés                          | Atonement                                         | Seamus McGarvey                           |                |
| Vérző olaj                                | There Will Be Blood                               | Robert Elswit                             |                |
| 2008 62. gála                             |                                                   |                                           |                |
| Gettómilliomos                            | Slumdog Millionaire                               | Anthony Dod Mantle                        |                |
| Benjamin Button különös élete             | The Curious Case of Benjamin Button               | Claudio Miranda                           |                |
| Elcserélt életek                          | Changeling                                        | Tom Stern                                 |                |
| A felolvasó                               | The Reader                                        | Roger Deakins és Chris Menges             |                |
| A sötét lovag                             | The Dark Knight                                   | Wally Pfister                             |                |
| 2009 63. gála                             |                                                   |                                           |                |
| A bombák földjén                          | The Hurt Locker                                   | Barry Ackroyd                             |                |
| Avatar                                    | Avatar                                            | Mauro Fiore                               |                |
| Becstelen brigantyk                       | Inglourious Basterds                              | Robert Richardson                         |                |
| District 9                                | District 9                                        | Trent Opaloch                             |                |
| Az út                                     | The Road                                          | Javier Aguirresarobe                      |                |

#### 2010-es évek
| Év                                       | Magyar cím                                | Eredeti cím                    | Operatőr                            |
| 2010 64. gála                            |                                           |                                |                                     |
| ---------------------------------------- | ----------------------------------------- | ------------------------------ | ----------------------------------- |
| 2010 64. gála                            | A félszemű                                | True Grit                      | Roger Deakins                       |
| 2010 64. gála                            | 127 óra                                   | 127 Hours                      | Anthony Dod Mantle, Enrique Chediak |
| 2010 64. gála                            | Eredet                                    | Inception                      | Wally Pfister                       |
| 2010 64. gála                            | Fekete hattyú                             | Black Swan                     | Matthew Libatique                   |
| 2010 64. gála                            | A király beszéde                          | The King's Speech              | Danny Cohen                         |
| 2011 65. gála                            |                                           |                                |                                     |
| The Artist – A némafilmes                | The Artist                                | Guillaume Schiffman            |                                     |
| Hadak útján                              | War Horse                                 | Janusz Kamiński                |                                     |
| A leleményes Hugo                        | Hugo                                      | Robert Richardson              |                                     |
| Suszter, szabó, baka, kém                | Tinker Tailor Soldier Spy                 | Hoyte van Hoytema              |                                     |
| A tetovált lány                          | The Girl with the Dragon Tattoo           | Jeff Cronenweth                |                                     |
| 2012 66. gála                            |                                           |                                |                                     |
| Pi élete                                 | Life of Pi                                | Claudio Miranda                |                                     |
| Anna Karenina                            | Anna Karenina                             | Seamus McGarvey                |                                     |
| Lincoln                                  | Lincoln                                   | Janusz Kamiński                |                                     |
| A nyomorultak                            | Les Misérables                            | Danny Cohen                    |                                     |
| Skyfall                                  | Skyfall                                   | Roger Deakins                  |                                     |
| 2013 67. gála                            |                                           |                                |                                     |
| Gravitáció                               | Gravity                                   | Emmanuel Lubezki               |                                     |
| 12 év rabszolgaság                       | 12 Years a Slave                          | Sean Bobbitt                   |                                     |
| Llewyn Davis világa                      | Inside Llewyn Davis                       | Bruno Delbonnel                |                                     |
| Nebraska                                 | Nebraska                                  | Phedon Papamichael             |                                     |
| Phillips kapitány                        | Captain Phillips                          | Barry Ackroyd                  |                                     |
| 2014 68. gála                            |                                           |                                |                                     |
| Birdman avagy (A mellőzés meglepő ereje) | Birdman                                   | Emmanuel Lubezki               |                                     |
| Csillagok között                         | Interstellar                              | Hoyte van Hoytema              |                                     |
| A Grand Budapest Hotel                   | The Grand Budapest Hotel                  | Robert Yeoman                  |                                     |
| Ida                                      | Ida                                       | Łukasz Żal, Ryszard Lenczewski |                                     |
| Mr. Turner                               | Mr. Turner                                | Dick Pope                      |                                     |
| 2015 69. gála                            |                                           |                                |                                     |
| A visszatérő                             | The Revenant                              | Emmanuel Lubezki               |                                     |
| Carol                                    | Carol                                     | Edward Lachman                 |                                     |
| Kémek hídja                              | Bridge of Spies                           | Janusz Kamiński                |                                     |
| Mad Max – A harag útja                   | Mad Max: Fury Road                        | John Seale                     |                                     |
| Sicario – A bérgyilkos                   | Sicario                                   | Roger Deakins                  |                                     |
| 2016 70. gála                            |                                           |                                |                                     |
| Kaliforniai álom                         | La La Land                                | Linus Sandgren                 |                                     |
| Éjszakai ragadozók                       | Nocturnal Animals                         | Seamus McGarvey                |                                     |
| Érkezés                                  | Arrival                                   | Bradford Young                 |                                     |
| Oroszlán                                 | Lion                                      | Greig Fraser                   |                                     |
| A préri urai                             | Hell or High Water                        | Giles Nuttgens                 |                                     |
| 2017 71. gála                            |                                           |                                |                                     |
| Szárnyas fejvadász 2049                  | Blade Runner 2049                         | Roger Deakins                  |                                     |
| Dunkirk                                  | Dunkirk                                   | Hoyte van Hoytema              |                                     |
| Három óriásplakát Ebbing határában       | Three Billboards Outside Ebbing, Missouri | Ben Davis                      |                                     |
| A legsötétebb óra                        | The Darkest Hour                          | Bruno Delbonnel                |                                     |
| A víz érintése                           | The Shape of Water                        | Dan Laustsen                   |                                     |
| 2018 72. gála                            |                                           |                                |                                     |
| Roma                                     | Roma                                      | Alfonso Cuarón                 |                                     |
| Bohém rapszódia                          | Bohemian Rhapsody                         | Newton Thomas Sigel            |                                     |
| Az első ember                            | First Man                                 | Linus Sandgren                 |                                     |
| Hidegháború                              | Zimna wojna                               | Łukasz Żal                     |                                     |
| A kedvenc                                | The Favourite                             | Robbie Ryan                    |                                     |
| 2019 73. gála                            |                                           |                                |                                     |
| 1917                                     | 1917                                      | Roger Deakins                  |                                     |
| Az aszfalt királyai                      | Ford v Ferrari                            | Phedon Papamichael             |                                     |
| Az ír                                    | The Irishman                              | Rodrigo Prieto                 |                                     |
| Joker                                    | Joker                                     | Lawrence Sher                  |                                     |
| A világítótorony                         | The Lighthouse                            | Jarin Blaschke                 |                                     |

#### 2020-as évek
| Év                             | Magyar cím                 | Eredeti cím                 | Operatőr              |
| 2020 74. gála                  |                            |                             |                       |
| ------------------------------ | -------------------------- | --------------------------- | --------------------- |
| 2020 74. gála                  | A nomádok földje           | Nomadland                   | Joshua James Richards |
| 2020 74. gála                  | Júdás és a Fekete Messiás  | Judas and the Black Messiah | Sean Bobbitt          |
| 2020 74. gála                  | A kapitány küldetése       | News of the World           | Dariusz Wolski        |
| 2020 74. gála                  | Mank                       | Mank                        | Erik Messerschmidt    |
| 2020 74. gála                  | A mauritániai              | The Mauritanian             | Alwin H. Küchler      |
| 2021 75. gála                  |                            |                             |                       |
| Dűne                           | Dune                       | Greig Fraser                |                       |
| A kutya karmai közt            | The Power of the Dog       | Ari Wegner                  |                       |
| Macbeth tragédiája             | The Tragedy of Macbeth     | Bruno Delbonnel             |                       |
| Nincs idő meghalni             | No Time to Die             | Linus Sandgren              |                       |
| Rémálmok sikátora              | Nightmare Alley            | Dan Laustsen                |                       |
| 2022 76. gála                  |                            |                             |                       |
| Nyugaton a helyzet változatlan | Im Westen nichts Neues     | James Friend                |                       |
| Batman                         | Batman                     | Greig Fraser                |                       |
| Elvis                          | Elvis                      | Mandy Walker                |                       |
| A fény birodalma               | Empire of Light            | Roger Deakins               |                       |
| Top Gun: Maverick              | Top Gun: Maverick          | Claudio Miranda             |                       |
| 2023 77. gála                  |                            |                             |                       |
| Oppenheimer                    | Oppenheimer                | Hoyte van Hoytema           |                       |
| Érdekvédelmi terület           | The Zone of Interest       | Łukasz Żal                  |                       |
| Maestro                        | Maestro                    | Matthew Libatique           |                       |
| Megfojtott virágok             | Killers of the Flower Moon | Rodrigo Prieto              |                       |
| Szegény párák                  | Poor Things                | Robbie Ryan                 |                       |
| 2024 78. gála                  |                            |                             |                       |
| A brutalista                   | The Brutalist              | Lol Crawley                 |                       |
| Dűne: Második rész             | Dune: Part Two             | Greig Fraser                |                       |
| Emilia Pérez                   | Emilia Pérez               | Paul Guilhaume              |                       |
| Konklávé                       | Conclave                   | Stéphane Fontaine           |                       |
| Nosferatu                      | Nosferatu                  | Jarin Blaschke              |                       |

## Fordítás
- Ez a szócikk részben vagy egészben  a   BAFTA Award for Best Cinematography című angol Wikipédia-szócikk ezen változatának fordításán alapul.  Az eredeti cikk szerkesztőit annak laptörténete sorolja fel. Ez a jelzés csupán a megfogalmazás eredetét és a szerzői jogokat jelzi, nem szolgál a cikkben szereplő információk forrásmegjelöléseként.